# 施氏俯海鯰
施氏俯海鯰為輻鰭魚綱鯰形目海鯰科的其中一種，分布於西大西洋區，從加勒比海至巴西半鹹水水域、海域，棲息深度可達50公尺，本魚體深褐色，背部黑色，腹部淡黃色，鰭膜褐色，有黑色小斑點，體長可達30公分，棲息在沿海潟湖、河口區，屬肉食性，以小魚及無脊椎動物為食，可做為食用魚。

## 腳註
1. ↑  . 臺灣魚類資料庫.